# 29464 Leonmiš
(29464) Leonmiš, denumire internațională (29464) Leonmis, este un asteroid din centura principală de asteroizi.

## Descriere
29464 Leonmiš este un asteroid din centura principală de asteroizi. A fost descoperit pe 5 octombrie 1997 la Observatorul din Ondřejov de Petr Pravec. Asteroidul prezintă o orbită caracterizată de o semiaxă mare de 2,55 ua, o excentricitate de 0,18 și o înclinație de 2,3° în raport cu ecliptica.